# ФК Блекбърн Роувърс
ФК Блекбърн Роувърс (на английски: Blackburn Rovers F.C.) е професионален английски футболен клуб основан в град Блекбърн, графство Ланкашър, в Северозападна Англия. Отборът ще се състезава в Чемпиъншип за първи път от 11 сезона насам. Те отпаднаха от Английската висша лига в края на сезон 2011 – 12.
Клубът е основан през 1875 г. и става член на Футболната лига през 1888 г. Блекбърн е един от един от трите клуба които основават освен Футболната лига и Висшата лига (другите два са Астън Вила и Евъртън). През 1890 г. Роувърс се местят на Иууд Парк, стадьонът на който играят. Преди основаването на Висшата лига през 1992 г., най-успешния период на клуба е през първата половина на 20 век, когато успяват да спечелят няколко пъти лигата и ФА Къп. През 1966 г. клубът отпада и прекарва 26 сезона извън топ дивизията.
През 1992 г. Блекбърн се класира в новата Висша лига, година след като е закупен от бизнесмена Джак Уолкър, който назначава Кени Далглиш за мениджър. През 1995 г. Блекбърн стават шампиони във Висшата лига, похарчвайки колосални суми за играчи като Алан Шиърър и Крис Сътън. Въпреки това отборът спечелил титлата бързо се разпада и през 1999 г. клубът отпада в Чемпиъншип. Класира се обратно във Висшата лига две години по-късно, малко след смъртта на Джак Уолкър. През това време участва четири пъти в турнира за Купата на УЕФА:един път като носители на Купата на Лигата, два пъти като шести в първенството и веднъж чрез Купа Интертото. През сезон 2009 – 10 клубът бележи 70-ото си участие в най-високото ниво на английския футбол. Блекбърн са един от шестте клуба спечелили Висшата лига, заедно с Арсенал, Челси, Манчестър Юнайтед, ФК Лестър и Манчестър Сити.
Блекбърн заедно с Уест Бром притежават световен рекорд от 23 януари 2011 за най-голям брой националности – 22 (двадесет и две), представени от играчите в съставите на двата отбора в мач от Премиерната лига на Англия.
Мотото на клуба – „Arte et labore“, се превежда „Чрез умение и упорит труд“.

## История
Блекбърн е основан от Джон Левис и Артър Константин на 5 ноември 1875 г. Първоначалните членове на клуба били заможни мъже с положение в обществото. Това е и основния фактор, който помага на клуба да се издигне и наложи през годините.
Първият мач, който отбора изиграва на 18 декември 1875 завършва с равенство 1 – 1. До 1876 – 77 клуба не разполага със свой собствен терен. На 23 септември 1878 отбора става един от 23-те отбора сформирали Lancashire Football Association. През 1880 избухва скандал заради това че тима е използвал играчи непринадлежащи на Блекбърн за да заместват футболисти, които не са в състояние да играят.
До края на следващия сезон отбора продължава да се възползва от удобствата на стадион Александра Мийдоус, но започва и да мисли и за свой собствен терен за игра. На 25 март 1882 Блекбърн става първият провинциален отбор, който достига до финалите на ФА Къп. Но финала с ФК Оулд Итъниънс завършва неблагоприятно за Блекбърн и те губят с 1 – 0.
През 1885 – 86 Блекбърн се превръщат в истински професионален футболен отбор. На играчите започва да се плаща по 615 паунда на сезон. Въпреки това обаче този сезон не е от най-успешните за отбора. Те претърпяват необичаен брой загуби.
През 1882 ръководството на тима купува стадион Иууд Парк като похарчва повече от 1000 паунда за да го приведе във вид отговарящ на стандартите за стадион. 8 години след това Блекбърн печелят ФА Къп за 5 път.
През 1896 – 97 клуба остава в първа дивизия само защото се увеличава броят на отборите участващи в нея. В началото на 20 век се правят още подобрения на Иууд Парк, а Блекбърн все още присъства в списъка с най-добрите английски отбори.
След края на Първата световна Роувърс са вече във втора дивизия и остават там през следващите 10 години. През седемдесетте непрестанно се колебаят между втора и трета дивизия.
В началото на 1991 Джак Уолкър поема клуба. Той има достатъчно средства за да закупи нови играчи, които да върнат Блекбърн на върха. Новият мениджър на тима е Кени Далглиш, които току-що е приключил 6-годишен договор с Ливърпул. С негова помощ Блекбърн започват бавно да се изкачват в листата на топ отборите, като първо се класират за купата на Втора дивизия.
През 1992 Блекбърн са по страниците на всички вестници заради рекордния трансфер (3,5 милиона) за 22-годишния Алан Шиърър. Това се повтаря и с купуването на Крис Сътън за сумата от 5 милиона. През 1995 мечтата на Джак Уолкър се сбъдва, само 5 години след купуването на клуба той вече е успял да ги доведе до спечелването на титлата в Англия.
Следващият сезон не започва успешно за отбора. По време на Евро 96 Алан Шиърър става голмайстор на първенството и пресата започва да спекулира относно преместването му в други отбори, включително и най-големия противник на Блекбърн – Манчестър Юнайтед. На 16 декември същата година на пресконференция се съобщава че Свен-Йоран Ериксон е подписал договор с клуба.
Това сякаш е нещото от което се нуждае отбора, но не след дълго Ериксон се отива в Лацио.
В началото на новото хилядолетие Джак Уолкър умира, а отбора се завръща в първа дивизия със силен отбор и надежди за победа. През следващия сезон Блекбърн печелят първата си Карлинг Къп побеждавайки Тотнъм с 2 – 1.
Подписват договори с много доказали се футболисти като Хакан Шюкюр и Дуайт Йорк. Следта година досегашния треньор Сунес напуска, а Блекбърн наема треньора на Уелс Марк Хюз.

## Успехи
- Шампион на Англия: (3) 1911/12, 1913/14, 1994/95
- Вицешампион на Англия: (1) 1993/94
- Носител на Купата на Англия: (6) 1884, 1885, 1886, 1890, 1891, 1928
- Носител на Купата на Лигата: (1) 2002
- Носител на Къмюнити Шийлд: (1) 1912